# Natalia Revilla Rodríguez
Natalia Revilla Rodríguez   (Sabadell, 25 de maig de 2003) és una cantant catalana, coneguda per la seva participació en la segona temporada del programa de talent musical Eufòria, emès per TV3. Durant el càsting final previ al programa, va impressionar els coaches amb la seva actuació musical i va aconseguir guanyar-se un lloc entre els setze participants seleccionats. Aquesta fita la va convertir en la primera persona de Sabadell en competir en aquest programa, tot i que altres concursants de la comarca del Vallès ja havien participat en edicions anteriors.
Natàlia ha estudiat teatre musical i dansa urbana, i ha mostrat el seu talent a través de vídeos de presentació que han captivat l'atenció de les xarxes socials. S'ha descrit a si mateixa com una artista exigent que gaudeix de l'actuació, tot i reconèixer que ha de treballar per aprendre a gaudir més el moment. En la primera gala de la segona temporada d'Eufòria, Natàlia va sorprendre tant el públic com el jurat amb la seva interpretació de la coneguda cançó «Toxic» de Britney Spears, aconseguint un gran suport i aplaudiments de l'audiència. En la gala 3 del programa, però, Natàlia va ser eliminada en una ronda d'eliminacions en què va haver d'actuar per evitar la zona de perill. Tot i realitzar una destacada interpretació de la cançó «Shake it off» de Taylor Swift, va obtenir menys vots del públic que el seu rival, Jan i va ser eliminada. En aquella mateixa gala tambe van eliminar a la Emmi.